# Borja Valle
Borja Valle Balonga (Ponferrada, León, 9 de julio de 1992) es un futbolista español. Juega de delantero en la S. D. Ponferradina de la Primera Federación.

## Trayectoria
Se formó en las categorías inferiores de la S. D. Ponferradina haciendo su debut con el equipo filial en la temporada 2009-10. El 9 de mayo de 2010 debuta con el primer equipo jugando los últimos 19 minutos como visitante contra el Zamora C. F. perdiendo 1-0 pero ascendiendo con el equipo a la Segunda División al final de la temporada.
El 29 de enero de la siguiente temporada, Valle hace su debut profesional con la Deportiva, saliendo como sustituto de Yuri en el minuto 89 en el partido disputado contra la S. D. Huesca perdiendo 1-0, gol marcado justamente después de su debut (en el minuto 91). Su primer gol en la competición se produjo el 12 de marzo, anotando el gol ganador contra el Albacete Balompié (2-1).
El 26 de enero de 2012 fue cedido al Celta de Vigo B, de la Segunda División B. Al comienzo de la temporada siguiente vuelve a ser cedido, en esta ocasión al C. D. Ourense, quedándose en el club gallego al final de la temporada, fichando el 6 de junio de 2013.
El 21 de mayo de 2014 fichó por el Real Oviedo, siendo una pieza clave en el ascenso del equipo asturiano a la Segunda División al final de la temporada, refrendado por la renovación con los carbayones el 24 de junio de 2015
El 21 de junio de 2016 se hizo oficial su fichaje por el Deportivo de La Coruña para las tres próximas temporadas.
En la primera temporada en las filas del Deportivo fue cedido a mitad de temporada al Elche C. F. La temporada 2017-18 regresaría al club coruñés para jugar durante otras 3 temporadas, hasta el descenso del club gallego a Segunda División B en verano de 2020.
El 4 de septiembre de 2020 firmó por el F. C. Dinamo de Bucarest rumano. El 3 de diciembre anunció que dejaba el equipo, tras acogerse al apartado 14 bis del reglamento FIFA, por el impago de dos mensualidades. Hasta ese momento había disputado 10 partidos y logrado 5 goles.
El 30 de diciembre de 2020 regresó al fútbol español tras comprometerse con el Real Oviedo hasta final de temporada. Una vez finalizó su contrato, decidió probar fortuna en el Khor Fakkan Club emiratí. Allí jugó cuatro partidos en medio año, regresando a España después de firmar el 4 de enero de 2022 por la Agrupación Deportiva Alcorcón hasta junio.
No pudo ayudar al conjunto alfarero a lograr la permanencia en Segunda División, pero siguió compitiendo en la categoría tras unirse el 7 de julio de 2022 a las filas del F. C. Cartagena por una temporada.
El 16 de junio de 2023 volvió a Rumania después de firmar por el Rapid de Bucarest por dos temporadas. Sin embargo, antes de acabar el año rescindió su contrato y el 1 de enero de 2024 regresó a la S. D. Ponferradina para competir en Primera Federación.

## Clubes
| Club                         | País                   | Año             |
| ---------------------------- | ---------------------- | --------------- |
| S. D. Ponferradina           | España                 | 2010-2012       |
| R. C. Celta de Vigo "B"      | España                 | 2012            |
| C. D. Ourense                | España                 | 2012-2014       |
| Real Oviedo                  | España                 | 2014-2016       |
| R. C. Deportivo de La Coruña | España                 | 2016-2017       |
| Elche C. F.                  | España                 | 2017            |
| R. C. Deportivo de La Coruña | España                 | 2017-2020       |
| F. C. Dinamo de Bucarest     | Rumania                | 2020            |
| Real Oviedo                  | España                 | 2021            |
| Khor Fakkan Club             | Emiratos Árabes Unidos | 2021            |
| A. D. Alcorcón               | España                 | 2022            |
| F. C. Cartagena              | España                 | 2022-2023       |
| Rapid de Bucarest            | Rumania                | 2023            |
| S. D. Ponferradina           | España                 | 2024-actualidad |